# Schönsee
Schönsee è un comune tedesco di 2 728 abitanti, situato nel land della Baviera.